# 10 000 meter för damer i friidrott vid olympiska sommarspelen 2000
10 000 meter för damer vid olympiska sommarspelen 2000 i Sydney avgjordes 27-30 september. 

## Medaljörer
| Gren         | Guld                  | Guld          | Silver             | Silver   | Brons                     | Brons         |
| 10 000 meter | Derartu Tulu Etiopien | 30:17.49 (OR) | Gete Wami Etiopien | 30:22.48 | Fernanda Ribeiro Portugal | 30:22.88 (NR) |

## Resultat
- Q innebär avancemang utifrån placering i heatet.
- q innebär avancemang utifrån total placering.
- DNS innebär att personen inte startade.
- DNF innebär att personen inte fullföljde.
- DQ innebär diskvalificering.
- NR innebär nationellt rekord.
- OR innebär olympiskt rekord.
- WR innebär världsrekord.
- WJR innebär världsrekord för juniorer
- AR innebär världsdelsrekord (area record)
- PB innebär personligt rekord.
- SB innebär säsongsbästa.

.

### Försöksheat
| Heat 1 av 2 Datum: Onsdagen den 27 september 2000 | Heat 1 av 2 Datum: Onsdagen den 27 september 2000 | Heat 1 av 2 Datum: Onsdagen den 27 september 2000 | Heat 1 av 2 Datum: Onsdagen den 27 september 2000 | Heat 1 av 2 Datum: Onsdagen den 27 september 2000 | Heat 1 av 2 Datum: Onsdagen den 27 september 2000 | Heat 1 av 2 Datum: Onsdagen den 27 september 2000 | Heat 1 av 2 Datum: Onsdagen den 27 september 2000 | Heat 1 av 2 Datum: Onsdagen den 27 september 2000 |
| Placering                                         | Placering                                         | Idrottare                                         | Nation                                            | Bana                                              | Tid                                               | Kval.                                             | Rekord                                            |                                                   |
| Heat                                              | Totalt                                            | Idrottare                                         | Nation                                            | Bana                                              | Tid                                               | Kval.                                             | Rekord                                            |                                                   |
| ------------------------------------------------- | ------------------------------------------------- | ------------------------------------------------- | ------------------------------------------------- | ------------------------------------------------- | ------------------------------------------------- | ------------------------------------------------- | ------------------------------------------------- | ------------------------------------------------- |
| 1                                                 | 1                                                 | Derartu Tulu                                      | Etiopien                                          | 11                                                | 32.06,41                                          | Q                                                 |                                                   |                                                   |
| 2                                                 | 2                                                 | Tegla Loroupe                                     | Kenya                                             | 22                                                | 32:06.41                                          | Q                                                 |                                                   |                                                   |
| 3                                                 | 3                                                 | Fernanda Ribeiro                                  | Portugal                                          | 7                                                 | 32:06.43                                          | Q                                                 |                                                   |                                                   |
| 4                                                 | 4                                                 | Olivera Jevtic                                    | FR Jugoslavien                                    | 12                                                | 32:06.54                                          | Q                                                 |                                                   |                                                   |
| 5                                                 | 5                                                 | Harumi Hiroyama                                   | Japan                                             | 16                                                | 32:07.68                                          | Q                                                 |                                                   |                                                   |
| 6                                                 | 6                                                 | Li Ji                                             | Kina                                              | 12                                                | 32:29.96                                          | Q                                                 |                                                   |                                                   |
| 7                                                 | 7                                                 | Sonia O'Sullivan                                  | Irland                                            | 9                                                 | 32:29.93                                          | Q                                                 |                                                   |                                                   |
| 8                                                 | 8                                                 | Jeļena Prokopčuka                                 | Lettland                                          | 18                                                | 32:32.87                                          | Q                                                 |                                                   |                                                   |
| 9                                                 | 18                                                | Ljudmila Biktasjeva                               | Ryssland                                          | 5                                                 | 32:52.00                                          | q                                                 |                                                   |                                                   |
| 10                                                | 19                                                | Asmae Leghzaoui                                   | Marocko                                           | 17                                                | 32:56.63                                          | q                                                 |                                                   |                                                   |
| 11                                                | 21                                                | Restituta Joseph                                  | Tanzania                                          | 6                                                 | 33:12.18                                          |                                                   |                                                   |                                                   |
| 12                                                | 23                                                | Anikó Kálovics                                    | Ungern                                            | 2                                                 | 33:20.40                                          |                                                   |                                                   |                                                   |
| 13                                                | 25                                                | Petra Wassiluk                                    | Tyskland                                          | 19                                                | 33:23.03                                          |                                                   |                                                   |                                                   |
| 14                                                | 27                                                | Maria Teresa Recio                                | Spanien                                           | 1                                                 | 33:36.44                                          |                                                   |                                                   |                                                   |
| 15                                                | 29                                                | Clair Fearnley                                    | Australien                                        | 20                                                | 33:47.23                                          |                                                   |                                                   |                                                   |
| 16                                                | 32                                                | Jenn Rhines                                       | USA                                               | 21                                                | 34:08.28                                          |                                                   |                                                   |                                                   |
| 17                                                | 33                                                | Natalie Harvey                                    | Australien                                        | 4                                                 | 34:12.90                                          |                                                   |                                                   |                                                   |
| 18                                                | 35                                                | Nora Leticia Rocha                                | Mexiko                                            | 10                                                | 34:37.84                                          |                                                   |                                                   |                                                   |
| 19                                                | 37                                                | Tina Connelly                                     | Kanada                                            | 8                                                 | 34:46.04                                          |                                                   |                                                   |                                                   |
| 20                                                | 40                                                | Nasria Baghdad                                    | Algeriet                                          | 15                                                | 35:31.53                                          |                                                   |                                                   |                                                   |
|                                                   |                                                   | Hrisostomia Iakovou                               | Grekland                                          | 14                                                | DNS                                               |                                                   |                                                   |                                                   |
|                                                   |                                                   | Marleen Renders                                   | Belgien                                           | 3                                                 | DNS                                               |                                                   |                                                   |                                                   |

| Heat 2 av 2 Datum: Onsdagen den 27 september 2000 | Heat 2 av 2 Datum: Onsdagen den 27 september 2000 | Heat 2 av 2 Datum: Onsdagen den 27 september 2000 | Heat 2 av 2 Datum: Onsdagen den 27 september 2000 | Heat 2 av 2 Datum: Onsdagen den 27 september 2000 | Heat 2 av 2 Datum: Onsdagen den 27 september 2000 | Heat 2 av 2 Datum: Onsdagen den 27 september 2000 | Heat 2 av 2 Datum: Onsdagen den 27 september 2000 | Heat 2 av 2 Datum: Onsdagen den 27 september 2000 |
| Placering                                         | Placering                                         | Idrottare                                         | Nation                                            | Bana                                              | Tid                                               | Kval.                                             | Rekord                                            |                                                   |
| Heat                                              | Totalt                                            | Idrottare                                         | Nation                                            | Bana                                              | Tid                                               | Kval.                                             | Rekord                                            |                                                   |
| ------------------------------------------------- | ------------------------------------------------- | ------------------------------------------------- | ------------------------------------------------- | ------------------------------------------------- | ------------------------------------------------- | ------------------------------------------------- | ------------------------------------------------- | ------------------------------------------------- |
| 1                                                 | 9                                                 | Sally Barsosio                                    | Kenya                                             | 19                                                | 32.34,07                                          | Q                                                 |                                                   |                                                   |
| 2                                                 | 10                                                | Alice Timbilil                                    | Kenya                                             | 21                                                | 32:34.15                                          | Q                                                 |                                                   |                                                   |
| 3                                                 | 11                                                | Berhane Adere                                     | Etiopien                                          | 4                                                 | 32:34.62                                          | Q                                                 |                                                   |                                                   |
| 4                                                 | 12                                                | Gete Wami                                         | Etiopien                                          | 17                                                | 32:34.63                                          | Q                                                 |                                                   |                                                   |
| 5                                                 | 13                                                | Chiemi Takahashi                                  | Japan                                             | 18                                                | 32:34.70                                          | Q                                                 |                                                   |                                                   |
| 6                                                 | 14                                                | Paula Radcliffe                                   | Storbritannien                                    | 6                                                 | 32:34:73                                          | Q                                                 |                                                   |                                                   |
| 7                                                 | 15                                                | Elana Meyer                                       | Sydafrika                                         | 14                                                | 32:35.32                                          | Q                                                 |                                                   |                                                   |
| 8                                                 | 16                                                | Yuko Kawakami                                     | Japan                                             | 10                                                | 32:36.60                                          | Q                                                 |                                                   |                                                   |
| 9                                                 | 17                                                | Lidija Grigorjeva                                 | Ryssland                                          | 20                                                | 32:44.43                                          | q                                                 |                                                   |                                                   |
| 10                                                | 20                                                | Libbie Hickman                                    | USA                                               | 22                                                | 32:59.28                                          | q                                                 |                                                   |                                                   |
| 11                                                | 22                                                | Breda Dennehy-Willis                              | Irland                                            | 8                                                 | 33:17.45                                          |                                                   |                                                   |                                                   |
| 12                                                | 24                                                | Ana Dias                                          | Portugal                                          | 13                                                | 33:21.69                                          |                                                   |                                                   |                                                   |
| 13                                                | 26                                                | Silvia Sommaggio                                  | Italien                                           | 9                                                 | 33:24.13                                          |                                                   |                                                   |                                                   |
| 14                                                | 28                                                | Fatima Yvelain                                    | Frankrike                                         | 5                                                 | 33:44.48                                          |                                                   |                                                   |                                                   |
| 15                                                | 30                                                | Maria Able                                        | Spanien                                           | 3                                                 | 34:05.44                                          |                                                   |                                                   |                                                   |
| 16                                                | 31                                                | Galina Bogomolova                                 | Ryssland                                          | 15                                                | 34:06.21                                          |                                                   |                                                   |                                                   |
| 17                                                | 34                                                | Kylie Risk                                        | Australien                                        | 1                                                 | 34:30.91                                          |                                                   |                                                   |                                                   |
| 18                                                | 36                                                | Deena Drossin                                     | USA                                               | 16                                                | 34:40.86                                          |                                                   |                                                   |                                                   |
| 19                                                | 38                                                | Bouchra Chaabi                                    | Marocko                                           | 11                                                | 34:49.35                                          |                                                   |                                                   |                                                   |
| 20                                                | 39                                                | Man Yee Maggie Chan                               | Hongkong                                          | 7                                                 | 35:21.20                                          |                                                   |                                                   |                                                   |
|                                                   |                                                   | Gunhild Haugen                                    | Norge                                             | 12                                                | DNF                                               |                                                   |                                                   |                                                   |
|                                                   |                                                   | Carole Montgomery                                 | Kanada                                            | 2                                                 | DNS                                               |                                                   |                                                   |                                                   |

Totala resultat försöksheat
| Försöksheat Totala resultat | Försöksheat Totala resultat | Försöksheat Totala resultat | Försöksheat Totala resultat | Försöksheat Totala resultat | Försöksheat Totala resultat | Försöksheat Totala resultat | Försöksheat Totala resultat | Försöksheat Totala resultat |
| Placering                   | Idrottare                   | Nation                      | Heat                        | Bana                        | Placering                   | Tid                         | Kval.                       | Rekord                      |
| --------------------------- | --------------------------- | --------------------------- | --------------------------- | --------------------------- | --------------------------- | --------------------------- | --------------------------- | --------------------------- |
| 1                           | Derartu Tulu                | Etiopien                    | 1                           | 11                          | 1                           | 32.06,19                    | Q                           |                             |
| 2                           | Tegla Loroupe               | Kenya                       | 1                           | 22                          | 2                           | 32:06.41                    | Q                           |                             |
| 3                           | Fernanda Ribeiro            | Portugal                    | 1                           | 7                           | 3                           | 32:06.43                    | Q                           |                             |
| 4                           | Olivera Jevtic              | FR Jugoslavien              | 1                           | 12                          | 4                           | 32:06.54                    | Q                           |                             |
| 5                           | Harumi Hiroyama             | Japan                       | 1                           | 16                          | 5                           | 32:07.68                    | Q                           |                             |
| 6                           | Li Ji                       | Kina                        | 1                           | 13                          | 6                           | 32:28:96                    | Q                           |                             |
| 7                           | Sonia O'Sullivan            | Irland                      | 1                           | 9                           | 7                           | 32:29.93                    | Q                           |                             |
| 8                           | Jeļena Prokopčuka           | Lettland                    | 1                           | 18                          | 8                           | 32:32.87                    | Q                           |                             |
| 9                           | Sally Barsosio              | Kenya                       | 2                           | 19                          | 1                           | 32:34.07                    | Q                           |                             |
| 10                          | Alice Timbilil              | Kenya                       | 2                           | 21                          | 2                           | 32:34.15                    | Q                           |                             |
| 11                          | Berhane Adere               | Etiopien                    | 2                           | 4                           | 3                           | 32:34.62                    | Q                           |                             |
| 12                          | Gete Wami                   | Etiopien                    | 2                           | 17                          | 4                           | 32:34.64                    | Q                           |                             |
| 13                          | Chiemi Takahashi            | Japan                       | 2                           | 18                          | 5                           | 32:34.70                    | Q                           |                             |
| 14                          | Paula Radcliffe             | Storbritannien              | 2                           | 6                           | 6                           | 32:34.73                    | Q                           |                             |
| 15                          | Elana Meyer                 | Sydafrika                   | 2                           | 14                          | 7                           | 32:34.73                    | Q                           |                             |
| 16                          | Yuko Kawakami               | Japan                       | 2                           | 10                          | 8                           | 32:36.60                    | Q                           |                             |
| 17                          | Lidija Grigorjeva           | Ryssland                    | 2                           | 20                          | 9                           | 32:44.43                    | q                           |                             |
| 18                          | Ljudmila Biktasjeva         | Ryssland                    | 1                           | 5                           | 9                           | 32:52.00                    | q                           |                             |
| 19                          | Asmae Leghzaoui             | Marocko                     | 1                           | 17                          | 10                          | 32:56.63                    | q                           |                             |
| 20                          | Libbie Hickman              | USA                         | 2                           | 22                          | 10                          | 32:59.28                    | q                           |                             |
| 21                          | Restituta Joseph            | Tanzania                    | 1                           | 6                           | 11                          | 33:12.18                    |                             |                             |
| 22                          | Breda Dennehy-Willis        | Irland                      | 2                           | 8                           | 11                          | 33:17.45                    |                             |                             |
| 23                          | Anikó Kálovics              | Ungern                      | 1                           | 2                           | 12                          | 33:20.40                    |                             |                             |
| 24                          | Ana Dias                    | Portugal                    | 2                           | 13                          | 12                          | 33:21.69                    |                             |                             |
| 25                          | Petra Wassiluk              | Tyskland                    | 1                           | 19                          | 13                          | 33:23.03                    |                             |                             |
| 26                          | Silvia Sommaggio            | Italien                     | 2                           | 9                           | 13                          | 33:24.13                    |                             |                             |
| 27                          | Maria Teresa Recio          | Spanien                     | 1                           | 1                           | 14                          | 33:36.44                    |                             |                             |
| 28                          | Fatima Yvelain              | Frankrike                   | 2                           | 5                           | 14                          | 33:44.48                    |                             |                             |
| 29                          | Clair Fearnley              | Australien                  | 1                           | 20                          | 15                          | 33:47.23                    |                             |                             |
| 30                          | Maria Able                  | Portugal                    | 2                           | 13                          | 12                          | 34:05.44                    |                             |                             |
| 31                          | Galina Bogomolova           | Ryssland                    | 2                           | 15                          | 16                          | 34:06.21                    |                             |                             |
| 32                          | Jenn Rhines                 | USA                         | 1                           | 21                          | 16                          | 34:08.28                    |                             |                             |
| 33                          | Natalie Harvey              | Australien                  | 1                           | 4                           | 17                          | 34:12.90                    |                             |                             |
| 34                          | Kylie Risk                  | Australien                  | 2                           | 1                           | 17                          | 34:30.19                    |                             |                             |
| 35                          | Nora Leticia Rocha          | Mexiko                      | 1                           | 10                          | 18                          | 34:37.84                    |                             |                             |
| 36                          | Deena Drossin               | USA                         | 2                           | 16                          | 18                          | 34:40.86                    |                             |                             |
| 37                          | Tina Connelly               | Kanada                      | 1                           | 8                           | 19                          | 34:46.04                    |                             |                             |
| 38                          | Bouchra Chaabi              | Marocko                     | 2                           | 11                          | 19                          | 34:49.35                    |                             |                             |
| 39                          | Man Yee Maggie Chan         | Hongkong                    | 2                           | 7                           | 20                          | 35:21.20                    |                             |                             |
| 40                          | Nasria Baghdad              | Algeriet                    | 1                           | 15                          | 20                          | 35:31.53                    |                             |                             |
|                             | Gunhild Haugen              | Norge                       | 2                           | 12                          |                             | DNF                         |                             |                             |
|                             | Hrisostomia Iakovou         | Grekland                    | 1                           | 14                          |                             | DNS                         |                             |                             |
|                             | Carole Montgomery           | Kanada                      | 2                           | 2                           |                             | DNS                         |                             |                             |
|                             | Marleen Renders             | Belgien                     | 1                           | 3                           |                             | DNS                         |                             |                             |

### Final
| Final Datum: Lördagen den 30 september 2000 | Final Datum: Lördagen den 30 september 2000 | Final Datum: Lördagen den 30 september 2000 | Final Datum: Lördagen den 30 september 2000 | Final Datum: Lördagen den 30 september 2000 | Final Datum: Lördagen den 30 september 2000 |
| Placering                                   | Idrottare                                   | Nation                                      | Bana/ordning                                | Tid                                         | Rekord                                      |
| ------------------------------------------- | ------------------------------------------- | ------------------------------------------- | ------------------------------------------- | ------------------------------------------- | ------------------------------------------- |
| 1                                           | Derartu Tulu                                | Etiopien                                    | 14                                          | 30.17,49                                    | OR                                          |
| 2                                           | Gete Wami                                   | Etiopien                                    | 8                                           | 30.22,48                                    | SB                                          |
| 3                                           | Fernanda Ribeiro                            | Portugal                                    | 9                                           | 30.22,88                                    | NR                                          |
| 4                                           | Paula Radcliffe                             | Storbritannien                              | 11                                          | 30.26,97                                    | NR                                          |
| 5                                           | Tegla Loroupe                               | Kenya                                       | 20                                          | 30.37,26                                    | SB                                          |
| 6                                           | Sonia O'Sullivan                            | Irland                                      | 10                                          | 30.53,37                                    | NR                                          |
| 7                                           | Li Ji                                       | Kina                                        | 13                                          | 31.06,94                                    | PB                                          |
| 8                                           | Elana Meyer                                 | Sydafrika                                   | 2                                           | 31.14,70                                    | SB                                          |
| 9                                           | Lidija Grigorjeva                           | Ryssland                                    | 8                                           | 31.21,27                                    | PB                                          |
| 10                                          | Yuko Kawakami                               | Japan                                       | 19                                          | 31.27,44                                    |                                             |
| 11                                          | Olivera Jevtic                              | FR Jugoslavien                              | 6                                           | 31.29,65                                    | NR                                          |
| 12                                          | Berhane Adere                               | Etiopien                                    | 18                                          | 31.40,52                                    |                                             |
| 13                                          | Ljudmila Biktasjeva                         | Ryssland                                    | 16                                          | 31.47,10                                    |                                             |
| 14                                          | Alice Timbilil                              | Kenya                                       | 17                                          | 31.50,22                                    | PB                                          |
| 15                                          | Chiemi Takahashi                            | Japan                                       | 5                                           | 31.52,59                                    | SB                                          |
| 16                                          | Libbie Hickman                              | USA                                         | 7                                           | 31.56,94                                    | SB                                          |
| 17                                          | Sally Barsosio                              | Kenya                                       | 12                                          | 31.57,41                                    | SB                                          |
| 18                                          | Asmae Leghzaoui                             | Marocko                                     | 1                                           | 31.59,21                                    | NR                                          |
| 19                                          | Jeļena Prokopčuka                           | Lettland                                    | 4                                           | 32.17,72                                    |                                             |
| 20                                          | Harumi Hiroyama                             | Japan                                       | 5                                           | 32.24,17                                    |                                             |